# Emina Jahović
Emina Jahović Sandal (în sârbă: Емина Јаховић Сандал; pronunție în limba engleză /ˈɛmiːnə jəˈhoʊvɪtʃ sənˈdʌl/; n. 28 ianuarie 1982, Novi Pazar, R.S. Serbia, R.S.F. Iugoslavia astăzi Republica Serbia) este o actriță, cântăreață de muzică pop, compozitoare și fotomodel de origine bosniacă din Serbia, considerată una dintre cele mai importante voci sârbi ale genului. Jahović are dublă cetățenie, sârbă și turcă. Fratele ei este, primul turc din istoria NBA, Mirsad Türkcan.
Emina Jahović Sandal a devenit, multumita rolului din telenovela Lale - Asculta-ti inima!, una dintre cele mai indragite actrite de serial in intreaga lume. Lale - Asculta-ti inima! a fost difuzat în peste 40 de țări din lumea întreagă și a fost unul dintre cele mai populare seriale în 2011.
Primul contract cu o casă de înregistrări l-a semnat la vârsta de 20 ani, cu City Records și mai târziu cu PGP RTS.
Albumul ei de debut, Osmi dan, a fost lansat în 2002, fiind primit de critica muzicală în general cu recenzii pozitive. A avut și succes comercial, clasându-se pe primul loc în Bosnia și Herțegovina și Serbia și Muntenegru.
Primele două cântece promovate, „Pile moje” și „Da l' ona zna”, compuse și produse alături de Emina Jahović, au devenit hituri internaționale, inclusiv pentru „Albumul anului”.
La începutul anului 2008, și-a lansat al patrulea album de studio Vila, de pe care a promovat hitul „Med” „Još ti se nadam”.
Interpreta frumoasei Lale este o cântăreață originară din Serbia care a făcut carieră în țara natală și care e căsătorită din 2008 cu Mustafa Sandal (cântăreț turc). Cei doi au împreună un băiețel, Yaman.
După participarea la numeroase festivaluri muzicale în zona fostei Iugoslavii, Emina a scos patru albume, este imaginea unei companii vestimentare macedoniene și a studiat managementul la Belgrad.
Emina e confundată adesea pe stradă cu celebra Penélope Cruz, datorită asemănării cu actrița de origine spaniolă. Emina Jahović Sandal participă în juriul emisiunii The Voice Srbija (2013).

## Biografie

### Viața timpurie și educația (1982 – 2000)
Emina Jahović s-a născut în Novi Pazar pe 15 ianuarie 1982, fiind treilea copil al cuplului bosniac Núsret Jahović și Senija Jahović. Tatăl său a fost celebrul medic cardiolog.
A început să cânte la chitara de la vârsta de patru ani, compunând prima ei baladă la 10 ani. La vârsta de 7 ani ar fi trebuit să înceapă să studieze la școală Meša Selimović, dar a fost mutată la o celebru școală de muzică, Mokranjac Music School.
Jahović a fost admisă la Universitatea Braća Karić, în cadrul Facultatea de Administrarea Afacerilor. Aici a studiat managementul.

## Discografie

### Albume
Osmi dan (City Records 2002)
1. Osmi dan
2. Mama
3. Kad si sa njom
4. Odbojka
5. U, la-la
6. Tačka
7. Soba 23
8. Brišeš tragove
9. U, la-la (Remix)
10. Sad nastavi

Radije ranije (City Records 2005)
1. Radije, ranije
2. Da l' ona zna
3. Crno i bjelo
4. Tvoja greška
5. Živeo...
6. Pola oštrog noža
7. Skini ruke s' mog vrata
8. Molim te...
9. Ona nije ja
10. Bez problema
11. Molim te (Remix)
12. Voljela te il' ne voljela
13. Uzalud se budim

Exhale (Multimedia Records 2008)
1. Exhale
2. Exhale (Dance Remix)
3. Exhale (Elvir Gazić Remix)
4. Exhale (Levent Gündüz Be Funky Remix)
5. Push It
6. Push It (Remix)

Vila (PGP RTS 2009)
1. Pile moje
2. Dan za danom
3. Ne zaboravi
4. Vila
5. Med
6. Aj
7. Nastavljamo dalje...
8. Zauvek
9. Još ti se nadam
10. Zver
11. Vila 2

### Greatest hits collection
Singles & Duets (2008)
1. Cool žena
2. Da l' ona zna (Remix)
3. Nije vise tvoja stvar
4. La gitana
5. Emina
6. Još ti se nadam

### Discuri single
- "Tačka" (2002)
- "Osmi dan" (2002)
- "U, la-la" feat. KC (2002)
- "Uzalud se budim" (2003)
- "Radije, ranije" (2004)
- "Tvoja greška" (2005)
- "Emina" feat. Knez (2005)
- "Da l' ona zna" (2006)
- "Nije vise tvoja stvar" (2006)
- "Pola ostrog noza" (2006)
- "Cool žena" (2007)
- "La gitana" feat. Flamingosi (2007)
- "Exhale" (2008)
- "Push It" feat. Cory Gunz (2008)
- "Još ti se nadam" feat. Saša Kovačević (10 decembrie 2008)
- "Pile moje" (21 mai 2009)
- "Ne zaboravi" feat. İzel (2009)
- "Med" feat. Dino Merlin (30 iulie 2009)
- "Nemilo" feat. Miligram (2009)
- "Ti kvariigro" (2010)
- "Gospodine" feat. Nataša Bekvalac (8 martie 2011 Ziua internațională a femeii)
- "Posle mene" (2011)
- "Beograd priča" feat. Dženan Lončarević (14 februarie 2012 Ziua Îndrăgostiților)
- "Broken" feat. Erdem Kınay (2012)
- "Çek Gönder" feat. Mustafa Sandal (2012)
- "Da mogu" (2012)
- "Kimse Yok Mu?" (2012)
- "Nedostaješ" (2013)
- "Yakıșmaz" (2013)
- "Žena zmaj" (2013)
- "U senkama isti" (2013)

### Albume de Compilații (feat. Emina Jahović)
- BH Eurosong (Muzička produkcija javnog servisa BH 2002)
- Super hitovi Vol.13 (City Records 2003)
- Vanilla (City Records 2005)[33]
- Gordost i predrasude (City Records 2006)
- Miligram (Miligram Music 2009)
- Karizma (Seyhan Müzik 2009)[34]
- Ornament (City Records 2010)
- Platinum Collection 19 hitova (Mascom EC 2011)[35]
- Proje (Seyhan Müzik 2012)[36]
- Hitovi leta 2012 (City Records 2012)[37][38]
- Organik (Poll Production 2012)[39][40]
- Best of 2012/13 CD 1 (City Records 2013)[41][42]
- Super hitovi CD 2 (City Records 2013)

## Filmografie
| Țară                  | Anul        | Titlu                              | Rolul                     | Note                          |
| Televiziune           | Televiziune | Televiziune                        | Televiziune               |                               |
| --------------------- | ----------- | ---------------------------------- | ------------------------- | ----------------------------- |
| Turcia                | 2010-2011   | Lale Devri                         | Lale Tașkıran Ilgaz       | Rolul de lider (Show TV, FOX) |
| Bosnia și Herțegovina | 2011-2012   | Polje lala                         | Lala Taškran Ilgaž †      | Rolul de lider (Pink BH)      |
| Bulgaria              | 2011-2012   | Сезонът на лалето                  | Лале Ташкъран Ългаз       | Rolul de lider                |
| Cehia                 | 2011-2012   | Čas tulipánů                       | Lale Taškiranová Ilgazová | Rolul de lider (TV Barrandov) |
| Macedonia de Nord     | 2011-2012   | Лале                               | Лале Таксиран Илгаз       | Rolul de lider (Kanal 5)      |
| Muntenegru            | 2011-2012   | Поље лала                          | Лала Ташкиран Иглаз †     | Rolul de lider (Pink M)       |
| România               | 2011-2012   | Lale - Asculta-ti inima!           | Lale Tașkiran Ilgaz       | Rolul de lider (Antena 1)     |
| Serbia                | 2011-2012   | Поље лала                          | Лала Ташкиран Иглаз †     | Rolul de lider (RTV Pink)     |
| Slovacia              | 2011-2012   | Láska v Istanbule                  | Lále Taškiranová Ilgazová | Rolul de lider (JOJ Plus)     |
| Slovenia              | 2011-2012   | Doba tulipanov                     | Lala Taškran Ilgaž †      | Rolul de lider (Pink SI)      |
| Grecia                | 2012        | Λάλε, Έρωτας στην Κωνσταντινούπολη | Λάλε Τασκιράν Ιλγκάζ      | Rolul de lider (Alpha TV)     |
| Iran                  | 2012        | Omre Gole Laleh                    | Laleh Tashkyran Aylgas    | Rolul de lider (GEM TV)       |
| Kazahstan             | 2012        | Пора тюльпанов                     | Лале Ташкыран Илгаз       | Rolul de lider (El-Arna)      |
| Turcia                | 2012        | Turkcell Akıllı Telefon Hareketi   | Caracter focal            | Filme comerciale de Turkcell  |
| Turcia                | 2013        | Maxi'yi Alan Yașadı                | Caracter focal            | Filme comerciale de Turkcell  |